# Cristalex
Cristalex este unul dintre principalii importatori de băuturi alcoolice din România.
Cifra de afaceri:
- 2008: 23 milioane euro[1]
- 2007: 17 milioane euro[1]